# Скакалци (филм)
Скакалци е български телевизионен игрален филм (комедия) от 1985 година по сценарий на Ана Иванова и режисура на Атанас Трайков.
Филмова драматизация по класическата пиеса на Ст. Л. Костов „Скакалци“.

## Сюжет
Със средствата на киното, чрез образите на фабрикантите братя Проданови, инспектора по труда Величков, инспектора по котлите Яначков и председателя на комисията за дървен материал Лисичков, е показана корупцията в буржоазното общество.

## Състав

### Актьорски състав
| В главните роли    | Изпълнител         |
| ------------------ | ------------------ |
| Борис Проданов     | Константин Цанев   |
| Яначков            | Васил Попов        |
| Руса               | Ирен Кривошиева    |
| Бистра Проданова   | Емануела Шкодрева  |
| баба Йовка, тъщата | Татяна Лолова      |
| Мария              | Елена Виденова     |
| Димитрий           | Валери Сегменски   |
| Рошков             | Георги Мамалев     |
| Лисичков           | Наум Шопов         |
| Вичев              | Иван Григоров      |
| Никола Проданов    | Васил Димитров     |
| Коста Буков        | Найчо Петров       |
| Беличков           | Михаил Петров      |
| бай Неделчо        | Кирил Кавадарков   |
| Мара               | Маргарита Тодорова |
| Бочко              | Стоян Воденичаров  |